# Tretocidaris bartletti
Tretocidaris bartletti is een zee-egel uit de familie Cidaridae.
De wetenschappelijke naam van de soort werd in 1880 gepubliceerd door Alexander Agassiz.